# Rüstem-Pascha-Karawanserei

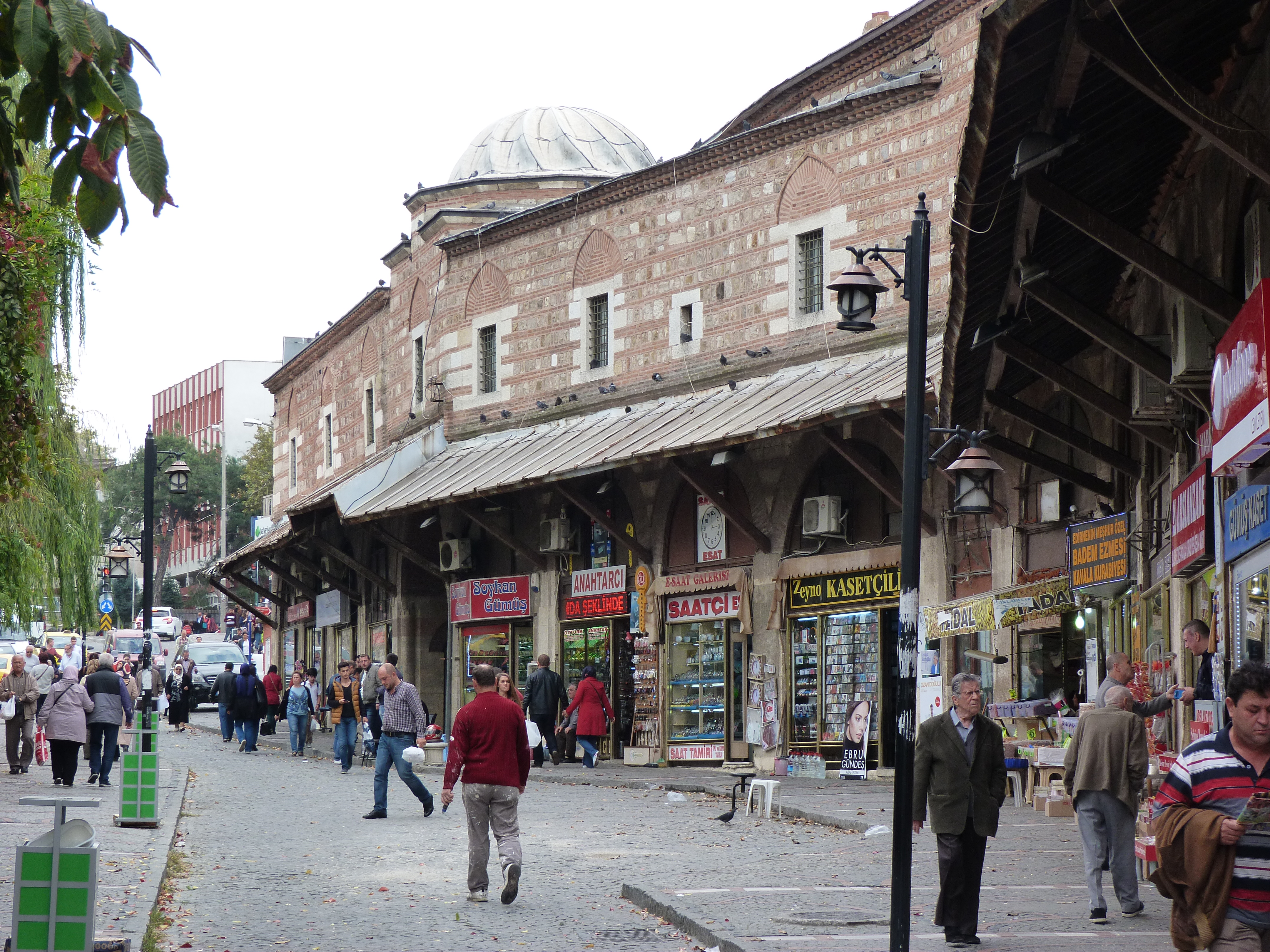
Die Rüstem-Pascha-Karawanserei

Die Karawanenherberge Rüstem-Pascha-Karawanserei (türkisch Rüstem Paşa Kervansarayı) in Edirne wurde von Rüstem Pascha, dem Großwesir Süleymans des Prächtigen, in Auftrag gegeben. Sie ist somit ein osmanisches Bauwerk.
Der Baumeister Sinan errichtete diesen Handelshof um 1554. Es ist ein eindrucksvoller, zweigeschossiger Rechteckbau mit Innenhof und Hamam. Auf zwei Etagen sind insgesamt 102 Räume vorhanden. Im Frontteil sind 21 Geschäfte untergebracht. Im Innenhof befanden sich früher eine Brunnenanlage und eine Mescit; er wurde bei der Belagerung durch die Russen 1877/1878 zerstört. Der Handelshof war über Jahrhunderte ein Vermarktungsplatz für Seidenraupenkokons, die in der Umgebung von Edirne gezüchtet wurden.
Das Gebäude wurde 1972 restauriert und in ein Hotel umgewandelt.